# 空軍ワシントン地区隊
空軍ワシントン地区隊（くうぐんワシントンちくたい Air Force District of Washington,AFDW）はアメリカ空軍の組織の一。空軍参謀本部直属機関(Direct Reporting Unit,DRU)であり、司令部はメリーランド州アンドルーズ空軍基地所在。2個航空団および1個群で構成されており、首都地域への空軍戦力の提供、航空宇宙遠征任務部隊への戦力提供、空軍基地の管理および儀仗などを主目的としている。
AFDWは1985年10月1日に設立されたが、冷戦後の戦力再編に伴い1994年7月1日に廃止された。アメリカ同時多発テロ事件の後、首都防衛が考慮され、アメリカ軍は首都周辺への戦力配置と指揮系統の見直しを行なった。その一環として2004年9月22日に首都地域統合部隊司令部(Joint Force Headquarters National Capital Region,JFHQ-NCR)が設置された。空軍もこれを受けて首都地域の部隊を再編、2005年1月1日にAFDWを再創設した。
AFDWは部隊管理系統では空軍参謀本部直属であるが、作戦指揮については隊司令が統合部隊空軍部門指揮官(Joint Force Air Component Commander, JFACC)および第320航空遠征航空団(320th AEW)指揮官を兼務しており、首都地域統合部隊司令部(JFHQ-NCR)の指揮を受け行動する。第320航空遠征航空団は派遣部隊であり、他部署より戦力派遣を受けている。

## 主要部隊
- 第11航空団(11th Wing)：メリーランド州アンドルーズ空軍基地所在。
  - 第11作戦群(11th Operations Group)：軍楽隊、儀仗隊、アーリントン国立墓地従軍牧師。ボーリング空軍基地
  - 第11任務支援群(11th Mission Support Group)：ボーリング空軍基地および首都地域諸施設の維持管理。
  - 第811作戦群(811th Operations Group)：UH-1輸送ヘリコプターの運行。
  - 第11警備隊群(11th Security Forces Group)
- 第79医療航空団（英語版）(79th Medical Wing)：アンドルーズ空軍基地所在。医療支援。
- 第844通信群(844th Communications Group)：アンドルーズ空軍基地所在。通信支援。